# Crotalaria gloriae
Crotalaria gloriae là một loài thực vật có hoa trong họ Đậu. Loài này được Bernal miêu tả khoa học đầu tiên.